# Vodní elektrárna Komín
Vodní elektrárna Komín je vodní elektrárna společnosti ČEZ. Nachází se na řece Svratce v městské části Brno-Komín a do provozu byla uvedena v roce 1923. V současné době slouží jako vyrovnávací elektrárna pro vodní elektrárnu Kníničky. Elektrárna byla původně osazena dvěma Kaplanovými turbínami po 100 kW, s návrhovým průtokem jedné turbíny 4,7 m³/s a spádem 3,2 m. V roce 2007 došlo k nahrazení druhého soustrojí za nové o výkonu 140 kW.